# 바이올린 협주곡 (멘델스존)
바이올린 협주곡 마단조, 작품번호 64《violin concerto in e minor, opus. 64》는 1838년부터 1845년 사이 작곡된 그의 마지막 대규모 오케스트라 작품이다. 1845년 3월 13일 라이프치히 게반트하우스 오케스트라와 페르디난드 다비드에 의해 초연되었다.
이작품은 초기에 좋은 평가를 받았다. 그리고 머지않아 역대 가장 사랑받는 바이올린 협주곡이 되었다. 이 협주곡은 바이올리니스트라면 반드시 거쳐가야 하는 작품으로 평가받는다. 또한 이곡은 여러 바이올리니스트 들에 의해 자주 연주되는 곡중 하나이다.
이 작품은 전통적인형식의 세 악장으로 구성되어 있다. 이 작품에는 종전에는 존재하지 않던 혁신적인 기법이 다수 포함되어 있는데. 그 대표적인 예로 모든악장이 쉼없이 계속 연주되는것등 이 있다. 이곡은 다음과같은 악장으로 구성된다.
1. Allegro molto appassionato 매우 열정적이고 빠르게
2. Andante 느리게
3. Allegretto non troppo - vivace 조금 빠르나 지나치지 않게 - 활기차게

일반적인 연주 시간은 약 25분 정도이다. 세 악장의 연주 시간은 각각 대략 12~14분, 8~9분, 6분 정도이다. 그러나 예전에는 더 빠르게 연주되어 각 악장의 연주 시간은 11~12분, 7~8분, 6분 이내 정도였다.
이곡 외에도 멘델스존은 1822년에 현악과 바이올린을 위한 협주곡을 작곡하기도 했는데(), 20세기에 와서 1952년에 예후디 메뉴인에 의해 초연되었다.